# Recht
 (décembre 2023).
 (décembre 2023).
La mise en forme du texte ne suit pas les recommandations de Wikipédia : il faut le « wikifier ».
Les points d'amélioration suivants sont les cas les plus fréquents. Le détail des points à revoir est peut-être précisé sur la page de discussion.
- Les titres sont pré-formatés par le logiciel. Ils ne sont ni en capitales, ni en gras.
- Le texte ne doit pas être écrit en capitales (les noms de famille non plus), ni en gras, ni en italique, ni en « petit »…
- Le gras n'est utilisé que pour surligner le titre de l'article dans l'introduction, une seule fois.
- L'italique est rarement utilisé : mots en langue étrangère, titres d'œuvres, noms de bateaux, etc.
- Les citations ne sont pas en italique mais en corps de texte normal. Elles sont entourées par des guillemets français : « et ».
- Les listes à puces sont à éviter, des paragraphes rédigés étant largement préférés. Les tableaux sont à réserver à la présentation de données structurées (résultats, etc.).
- Les appels de note de bas de page (petits chiffres en exposant, introduits par l'outil «  Source ») sont à placer entre la fin de phrase et le point final[comme ça].
- Les liens internes (vers d'autres articles de Wikipédia) sont à choisir avec parcimonie. Créez des liens vers des articles approfondissant le sujet. Les termes génériques sans rapport avec le sujet sont à éviter, ainsi que les répétitions de liens vers un même terme.
- Les liens externes sont à placer uniquement dans une section « Liens externes », à la fin de l'article. Ces liens sont à choisir avec parcimonie suivant les règles définies. Si un lien sert de source à l'article, son insertion dans le texte est à faire par les notes de bas de page.
- La présentation des références doit suivre les conventions bibliographiques. Il est recommandé d'utiliser les modèles {{Ouvrage}}, {{Chapitre}}, {{Article}}, {{Lien web}} et/ou {{Bibliographie}}. Le mode d'édition visuel peut mettre en forme automatiquement les références.
- Insérer une infobox (cadre d'informations à droite) n'est pas obligatoire pour parachever la mise en page.

Pour une aide détaillée, merci de consulter Aide:Wikification.
Si vous pensez que ces points ont été résolus, vous pouvez retirer ce bandeau et améliorer la mise en forme d'un autre article.
Pour les articles homonymes, voir Recht (homonymie).
Recht est une section de la commune belge de Saint-Vith située en Communauté germanophone et en Région wallonne dans la province de Liège. C'était une commune à part entière avant la fusion des communes de 1977.
Le village est arrosé par le Rechterbach ou ruisseau de Recht.

## Évolution démographique
- Sources : INS, Rem. : 1930 jusqu'en 1970 = recensements, 1976 = nombre d'habitants au 31 décembre.

## La «pierre bleue» de Recht: unschistepas comme les autres
Des maisons en "pierre bleue", un grand nombre de croix et d'autres réalisations montrent l'étendue des possibilités qu'offrait la "pierre bleue" de Recht. Du XVIIIe au XXe siècle, le village de Recht a été marqué par l'extraction de schiste (pierre bleue) et le métier de tailleur de pierres.
L'exploitation de cette pierre naturelle connut une grande prospérité vers 1720, lors de l'immigration de plusieurs tailleurs de pierres tyroliens. De nombreux citoyens de Recht ont appris ce métier et en ont fait leur gagne-pain.
Les croix en pierre bleue font partie des réalisations les plus remarquables. Beaucoup d'objets pouvant être utilisés dans la vie courante ont également été fabriqués. La pierre bleue marquera ainsi de son empreinte le village de Recht.
Le schiste était extrait depuis longtemps dans des carrières à ciel ouvert. Lorsque celles-ci atteignirent des profondeurs de plus en plus importantes, les frères Margraff décidèrent en 1886, pour des raisons économiques, de creuser une galerie souterraine pour extraire le schiste.
En 1890, une deuxième galerie fut mise en exploitation. Elle se trouve environ 50 mètres en dessous de la première galerie souterraine, dite galerie supérieure. Cette galerie est aujourd'hui ouverte au public.
En 1908, l'extraction souterraine fut arrêtée. Mais plusieurs tailleurs de pierres écoulèrent le produit de leur extraction jusque dans les années 1920.
Aujourd'hui le visiteur peut parcourir 800 m sous terre, à la découverte de cette majestueuse roche bleue et admirer les grandes salles d'extraction. Lors d'une visite guidée, l'histoire géologique et minéralogique de la région, ainsi que le travail dangereux des tailleurs de pierres sont présentés de façon intéressante.

### Sentier de la «pierre bleue»
Cette promenade d'environ 8 km vous fait découvrir de nombreux objets et des maisons construites entièrement en pierre bleue. Des tableaux explicatifs donnent des renseignements supplémentaires. Au cours de cette promenade vous profiterez de points de vue panoramiques superbes du village de Recht.
En partenariat transfrontalier avec la société minière Sainte-Barbara à Bleialf (Eifel / Allemagne), de nouveaux projets ont pu être concrétisés. En 2000, l'ancienne galerie souterraine d'extraction de schiste a été aménagée à Recht parallèlement à l'agrandissement du bâtiment d'accueil, ainsi qu'à l'aménagement d'une nouvelle salle d'exposition à Bleialf.
| Site internet de Bleialf

## Les bornes frontières
Sous le régime allemand, la commune de Recht a fait partie du Kreis (cercle) de Malmedy, dans l'arrondissement (Regierungsbezirk) d'Aix-la-Chapelle (Aachen). La commune de Recht était jalonnée par 13 bornes frontières, numérotées de 90 à 111. Ces bornes ont la forme d'un tronc de pyramide hexagonale.
À la base inférieure, elles mesurent 18,5 cm et à la base supérieure elles mesurent 13,5 cm. Elles ont une hauteur de 1,55 m. Le socle des bornes a la forme d'un parallélépipède rectangle. La base du socle est un carré de 37 cm sur 37 cm. La hauteur du socle (en terre) mesure 77 cm.
Jadis, on prenait des crêtes, des vallons et des cours d'eau pour limites d'États. La première borne (n° 99) se trouve au hameau de Poteau, sur la cote 475 m, au Nord de la route d'État de Recht à Vielsalm, à une distance de 77 m de la route. Un chemin empierré partant du café Derouaux fait la limite des communes de Recht et de Petit-Thier.
Le chemin se situe sur le territoire de Petit-Thier. Les maisons situées à droite du chemin se trouvent sur le territoire de la commune de Recht ; les maisons à gauche du chemin sont situées sur le territoire de Petit-Thier. La borne n° 99 a été dressée directement contre l'ornière droite du chemin. Pendant l'offensive von Rundstedt la borne a été renversée par un tank. Il ne reste plus que le socle de la borne. La borne elle-même se trouve vis-à-vis du socle, du côté gauche du chemin, entourée de hautes herbes.
À une distance de 250 mètres de la borne 99 nous atteignons un chemin creux et nous sommes bientôt dans la forêt.
La borne n° 100 se situe à 1 030 mètres de la borne n° 99, sur la cote 520 m (45 m plus haut que la borne n° 99). Elle est également à droite de ce chemin forestier. Une particularité de cette borne mérite d'être mentionnée. À la base supérieure de la borne, on a fait une entaille au burin. Cette entaille a été effectuée du fait qu'à cet endroit la frontière dévie légèrement vers la droite et ne suit plus exactement le tracé du chemin forestier.
À une distance de 150 m de la borne n° 100, à gauche du chemin forestier se trouve la Croix du Français portant le millésime 1812. 
Cette croix en bois, peinte en couleur jaune, rappelle la mort d'un soldat français en 1812.
Ce fut au temps de la guerre des Paysans, lors des grandes guerres napoléoniennes en Russie. Nos provinces étant annexées à la France, les jeunes gens furent enrôlés de force à l'armée française et envoyés au front en Russie. La plupart de ces soldats ne rentrèrent plus au pays et laissèrent leur jeune vie au champ de bataille.
Exaspérés par les réquisitions, les contributions de guerre et l'enrôlement de force, les paysans du Limbourg et du Luxembourg se révoltèrent contre l'occupant français oppresseur. C'est ainsi que les jeunes gens de nos villages se soustrayaient au service militaire. En hiver, ils se cachèrent dans les maisons éloignées du village et en été, ils se réfugièrent dans les bois environnants. Le village de Petit-Thier connut beaucoup de réfractaires à l'armée française. C'est ainsi qu'en 1812 un escadron français, cantonné au hameau de Logbiermé (commune de Wanne) envoya deux cavaliers en mission à Poteaux. Arrivés non loin de l'endroit où se situe la croix actuellement, ils tombèrent dans une embuscade des réfractaires. Un soldat français fut tué, l'autre soldat fit demi-tour et retourna à Logbiermé pour chercher du renfort. Quand l'escadron français revint à l'endroit prénommé, les soldats français constatèrent que le cheval du cavalier tué avait disparu.
Les Français entrèrent dans le village de Petit-Thier et obligèrent la population à enterrer le soldat français. On ne sait cependant pas, si le soldat a été enterré à l'endroit où il a été tué ou s'il a trouvé sa dernière demeure au cimetière de Petit-Thier. Cette croix est située sur une parcelle boisée appartenant au garde forestier Gérardy, résident au domaine de Tinseu Bois (commune de Petit-Thier). Cette croix en bois est régulièrement entretenue et renouvelée par la propriétaire de la parcelle boisée de sapins. À droite du chemin, à quelques mètres de là, on a érigé l'ancienne croix du Français, qui était précédemment érigée à l'endroit où se trouve la croix actuelle.
À environ 70 mètres de la croix du Français se trouve une borne avec une croix potencée, en pierre d'arkose, d'une hauteur de plus ou moins 50 cm. Cette pierre se trouve dans un fossé délimitant jadis le comté de Salm et le seigneurie de Saint-Vith. Cette délimitation date de 1678.
Suivons ce chemin creux sur une distance d'environ 600 m. Nous arrivons à un carrefour : le chemin Poteaux - Logbiermé (que nous avons suivi jusqu'ici) et le chemin Marie Legros - Petit-Thier.
À droite de ce carrefour, à environ 80 mètres, se situe la borne n° 101. Cette borne ne situe pas exactement l'ancienne frontière Belgique - Prusse, mais se situe à 20 m de là, sur le territoire de la commune de Recht. La carte cadastrale de la commune de Recht fait foi de cet emplacement particulier. La borne se trouve à l'intérieur d'une sapinière. Elle est très bien conservée. À 20 m, au sud-ouest de la borne se trouve un fossé, délimitant exactement les communes de Recht et de Petit-Thier. Dans ce fossé se trouvait également une borne à croix potencée et renversée.
M. Bruyère, ancien secrétaire communal de Petit-Thier a enlevé cette borne et l'a placée près de sa demeure afin de la conserver et de la sauvegarder d'une destruction certaine. À quelque 200 m de la borne n° 101, nous rencontrons une clairière, à l'endroit dénommé Mont Legros. Cet endroit fut habité par la famille Legros jusqu'en 1833, date à laquelle la maison tomba en ruine. Actuellement les prairies et pâtures s'étendant dans cette clairière appartiennent à une famille de Petit-Thier. À cet endroit (mont Legros), le visiteur a un merveilleux coup d'œil sur le hameau de Kaiserbaracke, faisant partie du village de Recht.
La borne n° 102 se trouve non loin de cette clairière, à une centaine de mètres, à droite du chemin, au lieu-dit Logbierméevenn (fanges de Logbiermé). Elle se situe à une distance de 650 mètres de la borne n° 101, sur la côte de 570 m (10 m de ... que la borne 101), dans une sapinière mal élaguée et mal ébranchée. Il n'est pas facile de découvrir cette borne cachée par des troncs d'arbres. Il fait difficile de marcher dans cette sapinière, où aucune éclaircie n'est effectuée et dans laquelle des arbres périssent sur pied et obstruent le passage dans ce terrain fangeux et marécageux.
À 200 m de la borne n° 102, nous découvrons une ancienne borne à croix potencée, à l'intersection des communes de Recht, Petit-Thier et de Grand-Halleux. Un fossé fait la délimitation entre ces 3 communes.
La borne n° 103 se trouve à 530 m de la borne n° 102, sur la cote 590 m (20 m plus haut que la borne n° 102). Malheureusement, cette borne est fracturée en trois morceaux. Elle a été cassée lors de l'abattage d'un gros sapin, qui s'est abattu sur la borne - frontière. De la borne n° 103 à la borne n° 104, la frontière dévie à angle droit vers la droite et nous apercevons une belle bordure d'épicéas. Ces épicéas ont un volume de 3 à 4 m³. Ils appartiennent à la commune de Grand-Halleux. Nous remarquons également une grande masse de jeunes épicéas, poussant d'une façon touffue, l'un à côté de l'autre. Ces épicéas date de 1943, une année de graines. En 1943, il y eut énormément de pommes de sapin. Les graines sont tombées en grandes quantités de ces énormes sapins, se trouvant à cet endroit. Elles ont germé par centaines de milliers et ont produit une multitude de jeunes sapins. La Direction des Eaux et Forêts laissa pousser ces sapins tels quels, afin qu'une sélection naturelle s'effectue. Les jeunes sapins, les plus chétifs ont péri et les éléments les plus robustes se sont maintenus. Beaucoup périrent encore et il ne restera plus qu'une élite de sapins sains et robustes. Les graines contenues dans les pommes de sapins robustes seront employées comme graines sélectionnées, provenant des meilleurs reproducteurs.
À la borne n° 104, située sur la côte hypsométrique de 590 m, la frontière dévie vers la gauche. Ici, nous traversons de nouveau un terrain fangeux et marécageux, au lieu-dit Logbierméheide (bruyères de Logbiermé), où les épicéas périssent souvent sur pied et encombrent le passage au visiteur. Dans ce terrain, gorgé d'eau stagnante, nous devons nous faufiler entre les branches de sapins et les troncs d'arbres dépéris. À une distance de 210 m nous atteignons la borne n° 105, située sur la crête 596 m. La borne est quelque peu cachée par un énorme sapin et se trouve à l'intersection des communes de Recht, Grand-Halleux et Wanne. Non loin de là, à l'ouest de la borne, nous remarquons de nouveau le chemin Poteaux - Logbiermé, que nous avons quitté près de la borne n° 102. Le hameau de Logbiermé (ancienne commune de Wanne) se situe à 2 km de la borne n° 105.
Ici la frontière oblique de nouveau à angle droit vers l'est. Un beau coupe-feu fait la limite entre les communes de Recht et de Wanne. À gauche de ce coupe-feu, nous admirons la belle forêt appartenant à l'ancienne commune de Wanne. Un vaste contraste surgit ici à notre droite, les bois touffus, mal entretenus et mal élagués présentent un aspect sauvage et pittoresque au promeneur. À gauche du coupe-feu des beaux troncs d'arbres, qui ont grandi sous l'œil vigilant des agents forestiers de la commune de Wanne, élèvent leurs hautes cimes sur ce haut plateau, où règnent un calme et une tranquillité absolus. Le coupe-feu reste toujours fangeux pendant les 200 premiers mètres. Par après, il devient plus sec et c'est sans difficulté que le visiteur peut continuer sa belle promenade.
La borne N' 106 présente la même particularité que la borne numéro 100.
À la base supérieure, on a fait une entaille au burin. On ne peut pas s'expliquer la signification de l'entaille.
Suivons notre coupe-feu. Jusqu'à présent nous avons toujours traversé des bois de résineux. À notre droite, nous rencontrons maintenant des bois feuillus, présentant un caractère sauvage et romantique. Ces bois sont la propriété de l'État belge et constituent, du fait de leur caractère fangeux, un repaire pour les sangliers. Après un trajet de 1 010 m, sur la crête isométrique 560 m, nous atteignons la borne N' 107. Malheureusement, au cours de l'été 1964, cette borne a été frôlée par un camion transportant des troncs d'arbres. Elle fut renversée et a été cassée en trois morceaux.
Les parcelles boisées, aux alentours de la borne 107 sont situées au lieu-dit, Heidberg (montagnes des bruyères). Jadis, le Heidberg était une enclave de la commune de Thommen sur le territoire. Des bornes spéciales, aux initiales (S = Salm, du comté de la Salm ; T = Thommen) délimitaient cette enclave. Actuellement, plusieurs parcelles boisées du Heidberg appartiennent toujours à des propriétaires habitant la commune de Thommen. À la borne 107 la frontière dévie vers l'est. Ici, nous avons une grande déclivité du terrain et nous nous trouvons devant une grande pente. Une distance de 400 m sépare des bornes 107 et 108 et la différence de niveau est 55 m, c'est-à-dire une pente de 14 %. Ce terrain en forte déclivité se prêterait fort bien pour l'aménagement d'une piste de ski. Après avoir franchi cette descente, nous atteignions une clairière, où nous remarquons la borne N° 108. À cet endroit, nous avons un beau coup d'œil sur les parties Nord et Nord-Est du village de Recht. Nous reconnaissons nettement le cimetière, la rue principale et le hameau de Kaiserbaracke, situé à 5,5 km. Le chemin forestier peut nous reconduire directement à Recht si nous voulons abréger notre promenade (de la borne 108 au centre du village : 3,8 km). Peut-être ce chemin forestier sera-t-il bientôt transformé en une belle route asphaltée, reliant les villages de Recht et de Wanne.
Les deux communes ont déjà chargé le service technique de la province de Liège d'établir les plans, devis et cahier des charges pour l'aménagement de cette nouvelle route. 
Au mois d'avril 1945 (un mois avant la fin de la Deuxième Guerre mondiale), un bombardier américain s'est écrasé près de la borne 108, causant des sérieux dommages aux sapinières.
Sur une distance de plus ou moins cent mètres, tous les arbres furent arrachés ou endommagés. Les débris de l'avion s'éparpillaient aux alentours de la borne.
À la borne 108, nous quittons notre beau coupe-feu pour obliquer vers la gauche. Nous longeons une belle bordure de hauts sapins, pour regagner la borne N' 109 (cote 500 m). Avant d'arriver à la borne, nous remarquons à notre gauche un petit fossé qui nous indique la limite du bois communal de Wanne. La borne N' 109 est plantée dans un fourré de saules et de frênes, à quelques mètres d'un chemin forestier. Souvent le promeneur ne connaissant pas les lieux passe à côté de la borne sans l'apercevoir dans cet épais fourré d'arbustes.
À partir de la borne 109 nous suivons ce chemin forestier pendant 360 m pour parvenir à la borne N° 110 (cote 505 m). Au mois de décembre 1944, pendant l'offensive von Rundstedt, les troupes blindées allemandes empruntèrent ce chemin peu praticable pour se rendre au village de Wanne. Ce chemin n'est pas empierré et du fait fort boueux en période de pluies.
À cette époque, il se prêtait cependant bien au passage des tanks allemands, grâce aux fortes gelées du mois de décembre 1944. Pendant toute une semaine les ;blindés allemands passaient ce chemin pour atteindre directement le village de Wanne. À Wanne et aux hameaux environnants des violents combats furent échangés entre troupes américaines et allemandes. Les villages furent dévastés lors des combats et présentèrent un aspect désolant lors de la retraite des troupes allemandes (5 janvier 1945).
À une trentaine de mètres de la borne N° 110, au lieu-dit "Auf den Brunnen" (aux sources), nous apercevons une source, qui jaillit au pied d'un bouleau, à quelques mètres du chemin forestier. Le ruisselet naissant coule dans une vallée fort encaissée et ses vagues se heurtent constamment à des grosses pierres, qui obstruent son lit à maints endroits. La borne N° 110 a été renversée pendant l'offensive von Rundstedt ; elle est cependant restée intacte. Elle se trouve à l'intersection des communes de Recht, Wanne et Stavelot. Nous suivons le sentier en bordure du jeune ruisselet, dénommé "Bennevisbach". Le ruisseau fait la limite entre les communes de Recht et de Stavelot et coule dans un site sauvage et charmant.
Tantôt le sentier nous amène à rive gauche, tantôt à rive droite. Le terrain est assez fangeux et marécageux. Nous remarquons quelques bois feuillus, des chênes bien pittoresques, devenus souvent la victime des tempêtes et des bourrasques. À maintes reprises des branches furent arrachées ou des couronnes entières furent cassées à ces géants de la forêt.
À rive gauche du ruisseau, nous remarquons tout un versant mis à blanc au cours des dernières années et appartenant au domaine de Houppelande, hameau de la paroisse de Francheville (commune de Stavelot). Le château de Houvegnez, appelé Château des Fagnes, La construction du château date de 1913. La ferme et les bois du domaine de Houvegnez s'étendent sur une superficie de 600 hectares. Actuellement les bois du domaine de Houvegnez sont fort bien entretenus. Pendant les dix dernières années des travaux de drainage, d'ébranchage, de reboisement et d'extractions ont été effectués sous la direction d'un garde-forestier pensionné, homme de métier bien à la hauteur de sa tâche. Le ruisseau Bennevisbach oblique à l'Est et nous amène à Ochsenbaracke (baraque des bœufs). À cet endroit il se jette dans le ruisseau de Recht.
Son cours n'a pas été bien long, 2 400 mètres. Au hameau d'Ochsenbaracke nous n'avons qu'une seule ferme habitée par la famille Peter Louis-Margraff. M. Peter Louis a su mettre à profit les eaux du Bennevisbach'. 
Près de sa maison, à rive gauche du ruisseau, il a installé une turbine pour produire du courant électrique. Son installation présente cependant un inconvénient. Par temps de sécheresse, les eaux du Bennevisbach ne sont pas suffisamment fortes pour actionner la turbine produisant le courant électrique continu. Actuellement, M. Louis a introduit une demande auprès de l'administration communale de Recht afin que sa ferme soit raccordée au réseau électrique de l'Esmalux.
Le mot Ochsenbaracke (baraque des bœufs) a son origine historique sur le plan régional. Au siècle passé, avant les boisements de résineux, des immenses taillis à écorce s'étendaient dans toute la région. Le tanin, provenant de l'écorce des jeunes chênes, était utilisé par les tanneries de Malmedy, fort prospères à l'époque. Les cultivateurs venant du Nord du Luxembourg amenaient les écorces de chêne avec leurs attelages de bœufs. Arrivés à Poteaux, au lieu-dit "Salborner Venn", non loin de l'emplacement de l'actuel garage Dejozé, ils empruntèrent un chemin forestier, toujours dénommé Ochsenweg' (chemin des Bœufs).
Ce chemin était un raccourci. Il permettait aux charretiers d'atteindre le chemin de Malmedy sans devoir passer par le village de Recht. Ce chemin débouche à Ochaenbaracke, où les charretiers firent halte pour laisser souffler leur attelage fatigué par un long parcours. Les bœufs furent dés attelés et placés dans un baraquement dans lequel ils passèrent la nuit. Les charretiers se restaurèrent et logèrent à Ochsenbaracke. Le lendemain, ils continuaient leur voyage sur Malmedy, et déchargeaient les écorces aux tanneries. La borne N° 111 se trouve exactement au confluent de Bennevisbach et du ruisseau de Recht, sur la cote 385 m. De la source à l'embouchure du Bennevisbach, LI y a une différence de niveau de 120 m. La longueur du ruisseau étant de 2 400 m, d'où il résulte une pente moyenne de 5 cm au mètre. 
La borne N° 111 a été renversée et cassée au-dessus de son socle. Nous voyons encore le socle de la borne qui dépasse légèrement les joncs qui poussent dans cette prairie humide. La borne elle-même a été jetée dans le ruisseau de Recht. À partir de cet endroit, le ruisseau de Recht fait la frontière entre les deux anciens États (Prusse et Belgique) La borne suivante N' 112, se situe à Pont, à l'embouchure du ruisseau de Recht dans l'Amblève.
Notre promenade se termine à Ochsenbaracke, où nous regagnons la route d'État de Recht à Pont (commune de Bellevaux - Ligneuville). Nous apercevons le centre du village de Recht, situé à 2 km d'Ochsenbaracke. Sur un petit monticule se dresse l'église paroissiale de Recht, entourée d'un important groupe de maisons. 
Nous recommandons cette promenade l'après-midi et non le matin, vu que le trajet Poteaux -Ochsenbaracke - Recht s'étire sur une distance de 10 km. Le site est très enchanteur et plaira certainement aux amis de la nature.